# Castle Rock Entertainment
Castle Rock Entertainment is een film- en televisieproductiemaatschappij, opgericht in 1987 door Martin Shafer, regisseur Rob Reiner, Andy Scheinman, Glenn Padnick en Alan Horn. Columbia Pictures investeerde bij oprichting in Castle Rock Entertainment maar heeft kort daarop haar investeringsplan moeten aanpassen doordat de kosten hoger waren dan begroot. Hoewel Castle Rock Entertainment was opgericht als zelfstandig bedrijf, is het nu onderdeel van het grotere Time Warner.
De muziek die Castle Rock Entertainment gebruikt in hun logo werd gecomponeerd door Marc Shaiman.

## Bedrijfsnaam
De naam van deze filmmaatschappij vindt zijn oorsprong in de fictieve plaats Castle Rock die gebruikt is in diverse werken van horror-schrijver Stephen King. Na het succes van de door Reiner geregisseerde film Stand by Me besloot hij zijn bedrijf naar deze plaats te noemen.

## Filmrechten
De projecten van Castle Rock Entertainment werden tot 1991 gefinancierd door Nelson Entertainment (een werkmaatschappij van Columbia Pictures). Nadat New Line Cinema enkele bedrijfsonderdelen van Nelson Entertainment overnam vervulde New Line die rol, tot 1994.
In 1994 werd Castle Rock overgenomen door het Turner Broadcasting System, wat in 1999 weer werd ingevoegd in Time Warner.
De wereldwijde rechten op de videodistributie en de Europese theaterdistributie liggen voor alle films tot 1994 (met uitzondering van die in coproductie met Columbia) bij MGM (door overname van enkele onderdelen van Nelson Entertainment). De overige rechten, alsmede die van filmproducties na 1994 liggen bij Time Warner (dit met uitzondering van de rechten in de VS voor The Story of Us en The Last Days of Disco en de internationale rechten op The American President, deze rechten liggen bij Universal).